# Paul Fox (produttore discografico)
Paul Robert Fox (Valley Stream, 22 maggio 1954 – 25 dicembre 2022) è stato un produttore discografico e tastierista statunitense.

## Biografia
Iniziò la sua carriera come tastierista, suonando come musicista turnista tra gli altri con le The Pointer Sisters, Rod Stewart, Patti LaBelle, Mötley Crüe, DeBarge, e Natalie Cole tra gli altri.
Come produttore fece il suo debutto nel 1980, con un singolo di Laurel Aitken, mentre il suo primo album prodotto è del 1987. Successivamente ha lavorato fino al 2007 con numerosi artisti, tra cui Faker, The Green Children, Björk, Gene Loves Jezebel, 10,000 Maniacs, XTC, Phish, Texas, Sunfall Festival, Robyn Hitchcock and the Egyptians, The Sugarcubes, Too Much Joy, They Might Be Giants, Edwin McCain, Semisonic e Grant Lee Buffalo.

## Discografia
- 1980 – Big Fat Man di Laurel Aitken (singolo; produttore)
- 1983 – Break Out delle The Pointer Sisters (E-Mu Emulator)
- 1984 – Own the Night di George McCrae (singolo; produttore, tastierista, batteria elettronica)
- 1985 – Nightshift dei Commodores (album; sintetizzatori, programmazione del basso e batteria, arrangiamenti di I Keep Running e Janet, compositore di Janet)
- 1985 – Contact delle The Pointer Sisters (album; sintetizzatori ed E-Mu Emulator)
- 1986 – Hot Together delle The Pointer Sisters (album; sintetizzatori, batteria, produttore associato, arrangiamenti del corno, Tom-Tom)
- 1986 – Chico DeBarge di Chico DeBarge (album; produttore associato, sintetizzatori, programmazione strumenti elettronici e compositore di Talk to Me)
- 1987 – All for Love di Princess (album; produttore, tastiere, basso, batteria e programmazione strumenti elettronici)
- 1987 – He Turned Me Out delle The Pointer Sisters (album; produttore associato del brano Translation)
- 1987 – Scarlett and Black degli Scarlett and Black (album; produttore, programmazione batteria del brano Let Yourself Go-Go, basso e sintetizzatori del brano Yesterday's Gone, tastierista)
- 1989 – Oranges & Lemons degli XTC (album; produttore)
- 1990 – Kiss of Life dei Gene Loves Jezebel (album; produttore, tastierista)
- 1991 – Perspex Island degli Robin Hitchcock and the Egyptians (album; produttore)
- 1991 – Cereal Killers degli Too Much Joy (album; produttore, tastierista, voce di supporto)
- 1992 – Stick Around for Joy degli The Sugarcubes (album; produttore, mixage)
- 1992 – Our Time in Eden degli 10,000 Maniacs (album; produttore)
- 1992 – The Wallflowers degli The Wallflowers (album; produttore)
- 1993 – Blow degli Straitjacket Fits (album; produttore)
- 1993 – Ricks Road degli Texas (album; produttore, arrangiamenti degli archi, compositore di So Called Friend)
- 1993 – MTV Unplugged degli 10,000 Maniacs (album; produttore)
- 1993 – Womb Amnesia degli Subject to Change (album; produttore)
- 1994 – Loose di Victoria Williams (album; produttore)
- 1993 – Necessary Angels di Sara Hickman (album; produttore)
- 1993 – Hoist dei Phish (album; produttore)
- 1994 – John Henry dei They Might Be Giants (album; produttore)
- 1995 – Honor Among Thieves di Edwin McCain (album; produttore, organo Hammond, pianoforte)
- 1995 – Free Like We Want 2 B di Ziggy Marley and the Melody Makers (album; produttore addizionale)
- 1996 – Great Divide dei Semisonic (album; produttore)
- 1996 – Gotta Get Over Greta dei The Nields (album; produttore, tastierista, tamburello, mixage del brano Taxi Girl)
- 1997 – Sweet 75 degli Sweet 75 (album; produttore, organo, mellotron)
- 1997 – Moonbathing on Sleeping Leaves degli Sky Cries Mary (album; produttore, arrangiatore violoncello)
- 1998 – Jubilee dei Grant Lee Buffalo (album; produttore)
- 1998 – Phantom Planet Is Missing dei Phantom Planet (album; produttore)
- 1998 – One by One degli Agents of Good Roots (album; produttore)
- 1999 – Deconstruction di Meredith Brooks (album; produttore del brano Sin City)
- 2001 – Tyler Hilton di Tyler Hilton (album; produttore)
- 2001 – South di Heather Nova (album; produttore del brano Virus of the Mind)
- 2002 – Divine Discontent degli Sixpence None the Richer (album; produttore, orchestrazione)
- 2004 – Terra Naomi di Terra Naomi (album; produttore, ingegnere del suono, compositore dei brani Misery e I Still Love You)
- 2004 – Bang Bang Bang dei Sunfall Festival (album; produttore)
- 2006 – Virtually di Terra Naomi (album; produttore)
- 2006 – The Green Children degli The Green Children (album; produttore, ingegnere del suono, sintetizzatori e basso, programmazione addizionale, tastierista aggiunto)
- 2006 – Motherlode di Sara Hickman (album; produttore del brano Birdhouse)
- 2007 – Under the Influence di Terra Naomi (album; produttore)
- 2007 – Be the Twilight dei Faker (album; produttore)